# Benedikt Kraus
Benedikt Kraus, auch Benedict, Benedictus, Krauß (* 1725 in Salzburg; † vor 1813, vermutlich in Linz) war ein österreichischer Komponist.

## Leben
Der Lebenslauf von Benedikt Kraus ist schwierig zu rekonstruieren. Er war als Kapellmeister an verschiedenen Orten und Höfen tätig, so in Wien, München, Bonn (vor 1761), Basel (1761/62), Baden-Baden (1762/63?), Kloster Ottobeuren (1764–1767), Linz und Triest. Von 1785 bis um 1790 war er in Weimar Musikdirektor bei der Truppe von Joseph Bellomo (1754–1833) am Hoftheater. Es folgten Stationen in Coburg und wiederum Linz, wo er zuletzt als Musiklehrer „mit Mangel und Dürftigkeit zu kämpfen hatte“.
Franz Xaver Glöggl war sein Schüler.

## Werk
Es sind eine ganze Reihe Werke von Kraus erhalten geblieben, darunter Messen und andere kirchenmusikalische Werke aus den Jahren 1764 bis 1791, Arien, Kantaten und Theatermusiken. Zu seinen größeren Werken zählen:
- Alceste, Phaebi et amoris beneficio rediviva. Operette zur 1000-Jahr-Feier des Stifts Ottobeuren (1766), Text: Pater Augustin Bayrhammer[3]
- Die Schöpfung (1789), Text von Christian Hohnbaum[4], erhalten in fünf Abschriften in Berlin, Lübeck, Gotha, Annaberg und Rochester (New York)[5]; in Lübeck wurde die Schöpfung 1793 von Johann Wilhelm Cornelius von Königslöw als Teil der Abendmusiken aufgeführt[6]
  - Digitalisat der Berliner Handschrift, Staatsbibliothek Berlin
  - Digitalisat der Lübecker Handschrift, Stadtbibliothek Lübeck
  - Ausgabe: Die Schöpfung: für Soli (STB), zwei Chöre (SATB), zwei Querflöten, zwei Oboen, zwei Fagotte, zwei Klarinetten, zwei Hörner, zwei Trompeten, Pauken, große Trommel, zwei Violinen, Viola, Violoncello, Basso continuo. Beeskow: Ortus 2017 ISMN 979-0-502340-43-8 (Suche im DNB-Portal)
- Die Pilgrime auf Golgatha
- Amors Zufälle
- Eine lächerlich-traurige Opera. Betitelt: Orpheus, und Euridice. Text: Joseph Weidmann (ca. 1790): Textbuch Digitalisat, Österreichische Nationalbibliothek